# Natron
 Ovo je glavno značenje pojma Natron. Za jezero u Tanzaniji pogledajte Natron (jezero).
Natron je prirodna mješavina natrijevog karobonata dekahidrata (Na2CO3 x 10H2O) i oko 17% natrijevog bikarbonata te manjih količina natrijevog klorida i natrijevog sulfata.
Natron je u čistom obliku je bijele boje ili bezbojan. Nalazimo ga u naslagama jezera u suhima područjima. Kroz povijest mješavina je imala brojne primjene u praksi.
U vrijeme drevnog Egipta iz presušenih jezera natron se koristio za čišćenje doma i tijela, kao antiseptik za liječenje rana i tijekom procesa mumifikacije. 
U modernoj mineralogiji termin natron koristi se samo za natrij karbonat dekahidrat.